# Finnlines

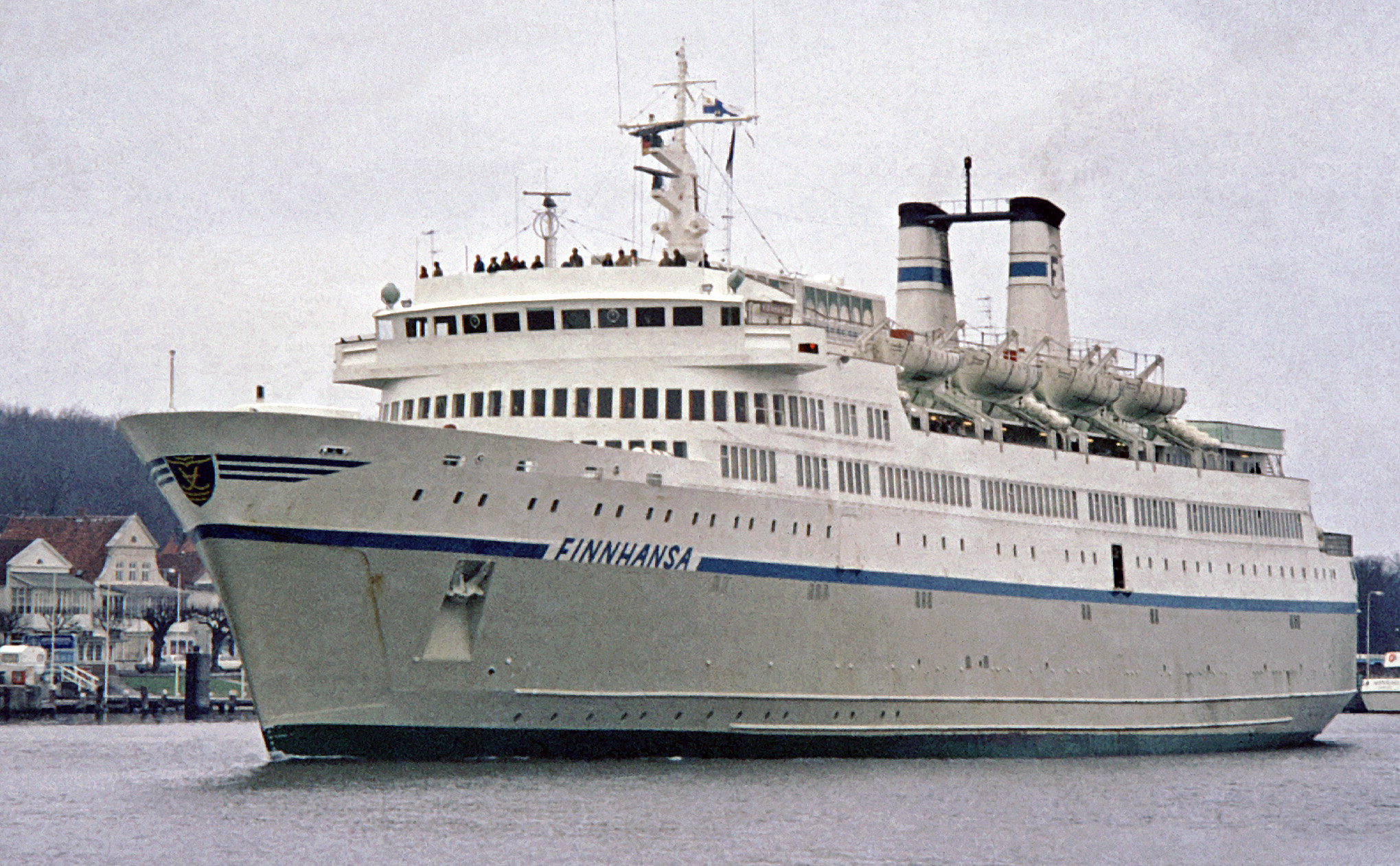
Die Finnhansa 1975 in Travemünde

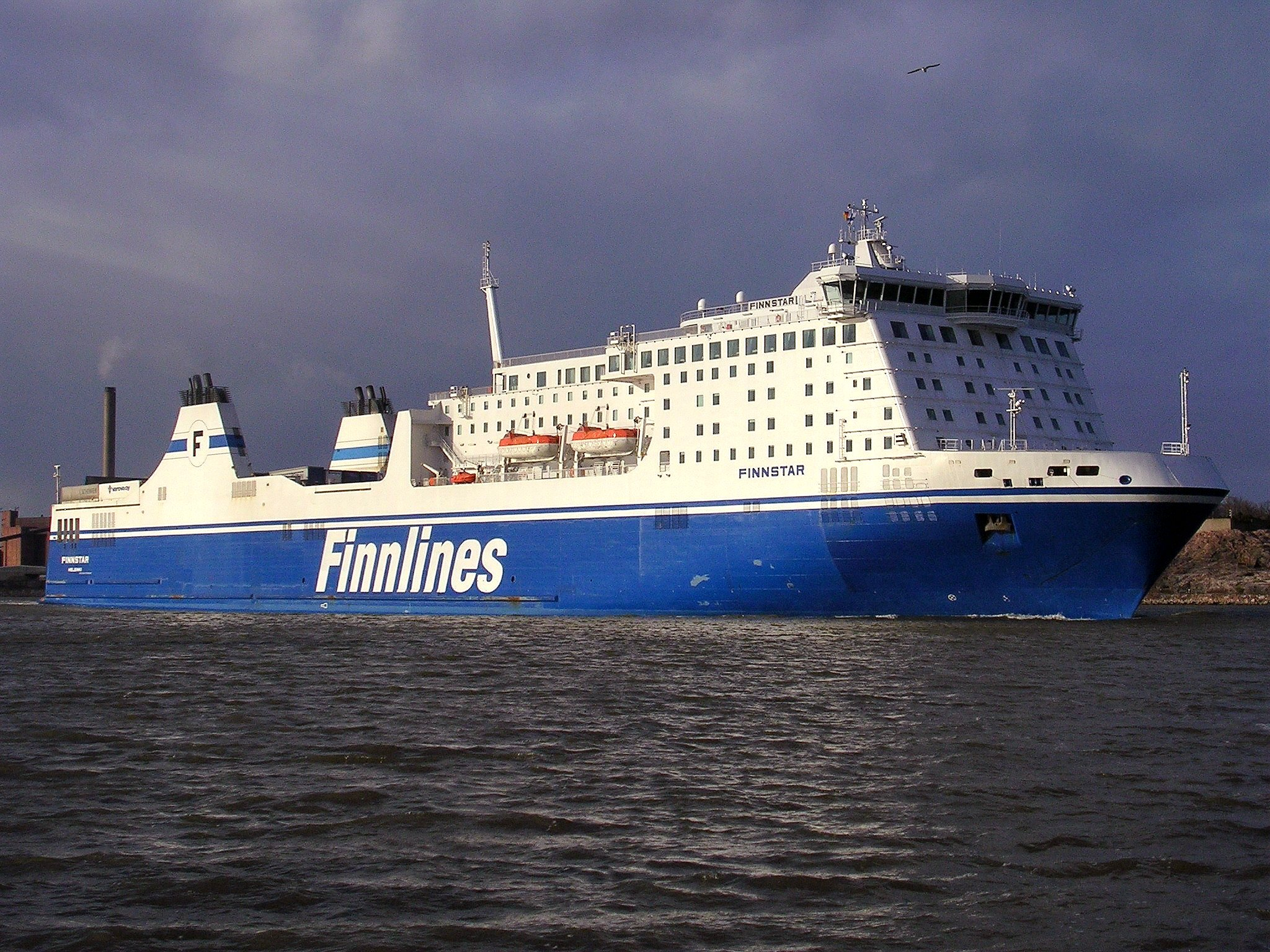
Die Finnstar, damals Finnlines neues Flaggschiff, verlässt den Hafen von Helsinki, April 2007

Finnlines Oyj (Finnlines AG) ist eine finnische Reederei mit Frachtverkehr in Nord- und Westeuropa sowie Passagierverkehr auf der Ostsee.
In der Vergangenheit betrieb Finnlines Schiffe unter den Markennamen Finncarriers, Finnflow Systems, Finnjet Lines und FG Shipping Oy AB. Seit 2006 besitzt die italienische Grimaldi Group die Mehrheit an Finnlines. Aktuell beträgt ihr Anteil 100 % der Aktien. Des Weiteren gehören die FinnLink (Finnland – Schweden), NordöLink (Deutschland – Schweden), Polfin Line (Polen), TransRussiaExpress (Deutschland – Russland) sowie der Hafendienstleister Finnsteve zur Finnlines-Gruppe.

## Geschichte
Finnlines wurde am 18. April 1947 gegründet. Im Mai und Juni des Jahres wurden drei Schiffe für den Verkehr in Europa erworben und man beschloss, mit Schiffen zwischen Amerika und Finnland zu verkehren. Zu diesem Zweck erwarb man die Dampfschiffe Hamina, Pankakoski und Tornator.
1962 eröffnete Finnlines mit der Fähre Hansa Express eine Route von Hanko über Visby auf Gotland nach Travemünde. Das Schiff erwies sich schnell als zu klein und so wurde die Route 1963 auf Helsinki – Kalmar – Travemünde geändert. 1966 wurden zwei neue Fähren für die Route abgeliefert: die Schwesterschiffe Finnhansa und Finnpartner. Die Finnhansa übertraf die Finnpartner um zehn Zentimeter. Es war seinerzeit das größte Schiff auf der Ostsee.
Anfang der 1970er Jahre wurde der Frachtschiffsverkehr insbesondere nach Nordamerika durch drei Neubauten verstärkt, die Universal Superliner genannt wurden. Die von den Nordseewerken gebauten Schiffe waren für den Containertransport eingerichtet und verfügten über Schwergutgeschirr sowie eine Heckrampe.
1977 ließ Enso-Gutzeit, ein Tochterunternehmen von Finnlines, das Gasturbinenschiff Finnjet bauen. Dies entsprach einer Revolution, vorher setzte Finnlines auf der Strecke wesentlich langsamere Schiffe ein. So gelang es, die Route in nur 22 Stunden zu bewältigen. 1982 übernahm Effoa, eine weitere Tochtergesellschaft von Finnlines 57 %. Von 1986 bis 1989 betrieb Effoa das Schiff allein.

## Strecken und Flotte

### Routen und eingesetzte Schiffe

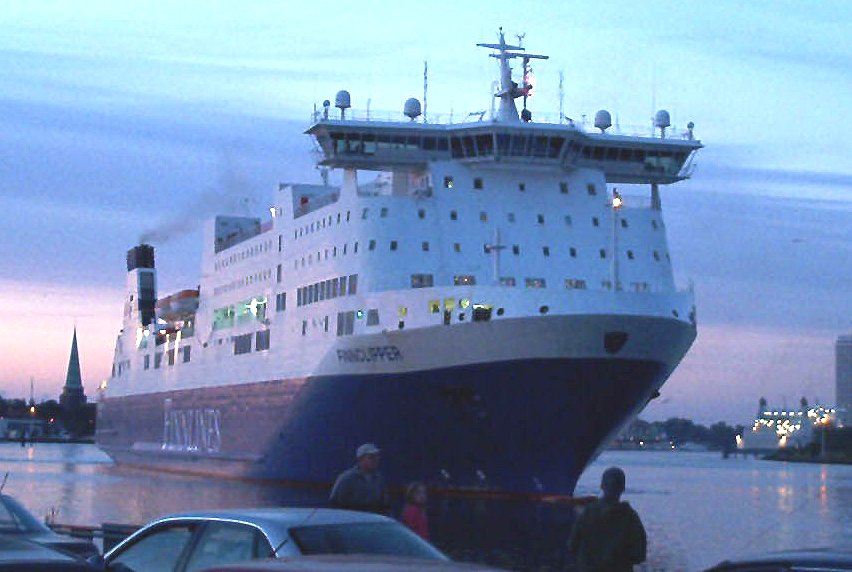
Finnclipper, eine der von FinnLink eingesetzten RoPax-Fähren (noch in den alten Finnlines-Farben)

Finnlines RoRo-Frachtschiffe bedienen Finnland, Schweden, Lettland, Polen, Deutschland, Dänemark, das Vereinigte Königreich, die Niederlande, Belgien, Frankreich und Spanien. Finnlines bietet einen kombinierten Fracht- und Passagierservice auf den Strecken Helsinki – Lübeck-Travemünde, Naantali – Kapellskär (Finnlink), und Malmö – Lübeck-Travemünde (Nordö Link) an. Im Juni 2009 wurden die Routen Helsinki – Gdynia und Gdynia – Rostock in das Angebot aufgenommen, die von Star-Klasse-Fähren bedient werden.
| Schiff      | Schiffstyp   | Baujahr | Im Dienst bei Finnlines | Route                           | Vermessung | Flagge   | Bild |
| ----------- | ------------ | ------- | ----------------------- | ------------------------------- | ---------- | -------- | ---- |
| Finnstar    | Ro-Pax Fähre | 2006    | 2006–                   | Travemünde – Helsinki           | 45.923 BRZ | Finnland |      |
| Finnmaid    | Ro-Pax Fähre | 2006    | 2006–                   | Travemünde – Helsinki           | 45.923 BRZ | Finnland |      |
| Finnlady    | Ro-Pax Fähre | 2007    | 2007–                   | Travemünde – Helsinki           | 45.923 BRZ | Finnland |      |
| Finncanopus | Ro-Pax Fähre | 2023    | 2023–                   | Naantali – Långnäs – Kapellskär | 65.692 BRZ | Finnland |      |
| Finnsirius  | Ro-Pax Fähre | 2023    | 2023–                   | Naantali – Långnäs – Kapellskär | 65.692 BRZ | Finnland |      |
| Finnfellow  | Ro-Pax Fähre | 2000    | 2007–                   | Malmö – Świnoujście             | 33.724 BRZ | Schweden |      |
| Finnswan    | Ro-Pax Fähre | 2007    | 2007–                   | Travemünde – Malmö              | 45.923 BRZ | Schweden |      |
| Finnpartner | Ro-Pax Fähre | 1994    | 2000–                   | Travemünde – Malmö              | 33.313 BRZ | Schweden |      |
| Finntrader  | Ro-Pax Fähre | 1995    | 2000–                   | Travemünde – Malmö              | 33.313 BRZ | Schweden |      |

### Lübeck-Travemünde – Malmö
Unter dem Namen Nordö Link bietet Finnlines Fracht- und Passagierdienste zwischen Lübeck-Travemünde (Deutschland) und Malmö (Schweden) an. Diese Strecke wird von derzeit drei RoPax-Fähren bedient. Mitte Februar 2009 wurde die Nordlink von der Route abgezogen. Die Europalink wechselte Mitte April 2009 ebenfalls auf die Lübeck-Travemünde–Helsinki-Route und wurde durch die Finneagle ersetzt. Im Laufe des Jahres 2011 kam es zu einer Flottenrotation: die vier Schiffe Finnpartner, Finntrader, Finneagle und Finnclipper bedienten die Strecke mit drei Abfahrten täglich und wechselten im Vier-Wochen-Turnus für eine Woche auf die Route Lübeck–St. Petersburg. Zum Oktober 2012 wurde die Finneagle durch die Nordlink ersetzt, die nach dreieinhalb Jahren wieder auf die Schweden-Route zurückkehrte.

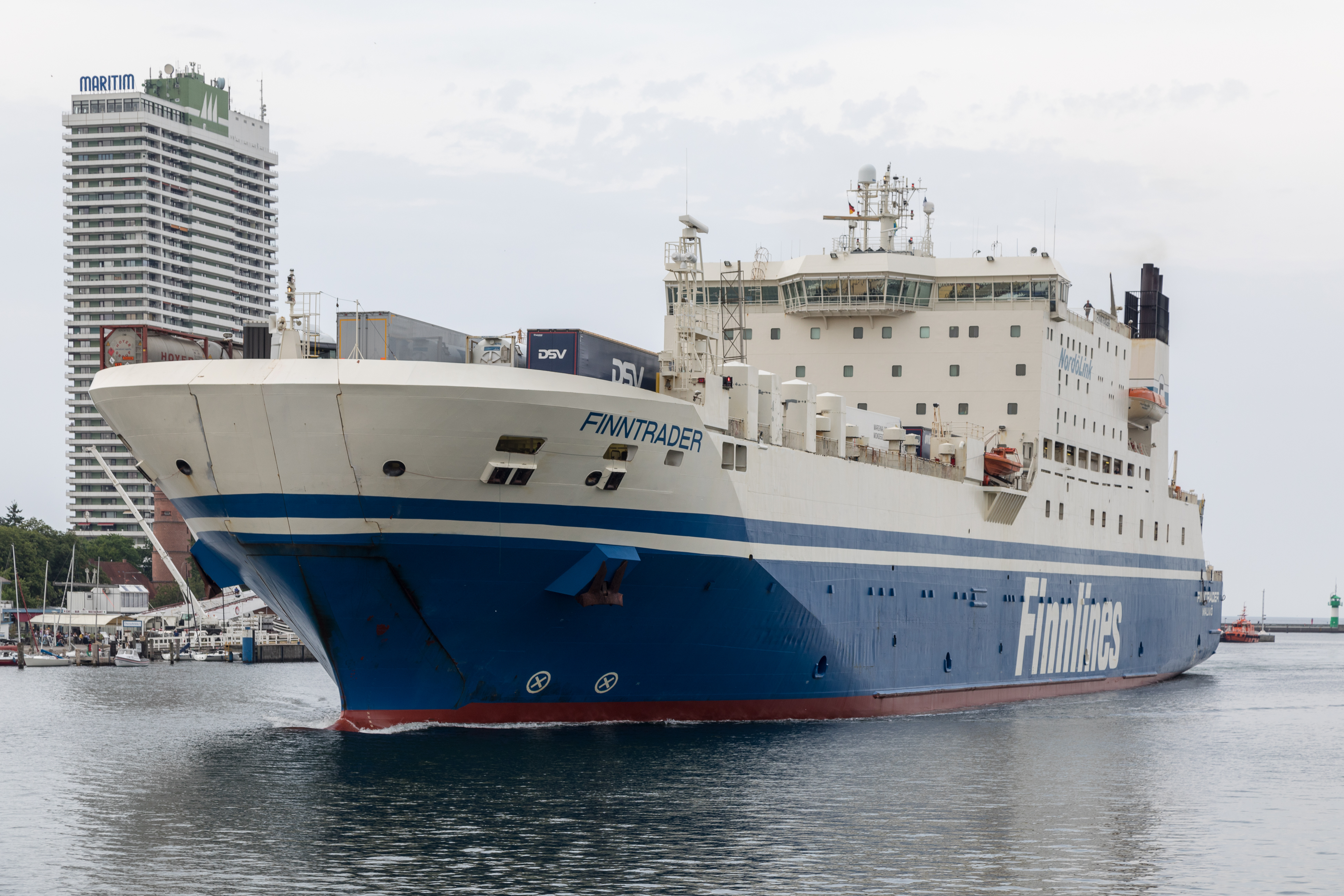
Die Finntrader läuft Travemünde an

Die Finnpartner und ihr Schwesterschiff, die Finntrader, lösten nach einem Werftaufenthalt bei Remontowa (Danzig), bei dem Bugtore eingebaut und die Passagierkapazitäten aufgestockt wurden, die Lübeck Link und die Malmö Link ab.

### Rostock – Hanko
Die Strecke wird seit Januar 2017 durch zwei Frachtschiffe mit vier Fahrten pro Woche bedient.
- Finnmill
- Finnpulp

### Weitere Routen
Des Weiteren unterhält Finnlines Fährverbindungen zwischen den Städten:
- Rostock – Helsinki
- Gdynia (Polen) – Helsinki
- Lübeck – Ventspils (Lettland) – Sankt Petersburg (Russland)
- Swinemünde – Malmö

### Weitere Schiffe
- Finnbreeze
- Finnsea
- Finnsky
- Finnsun
- Finntide
- Finnwave
- Finnhawk
- Finnkraft
- Finnmerchant

### Ehemalige Schiffe

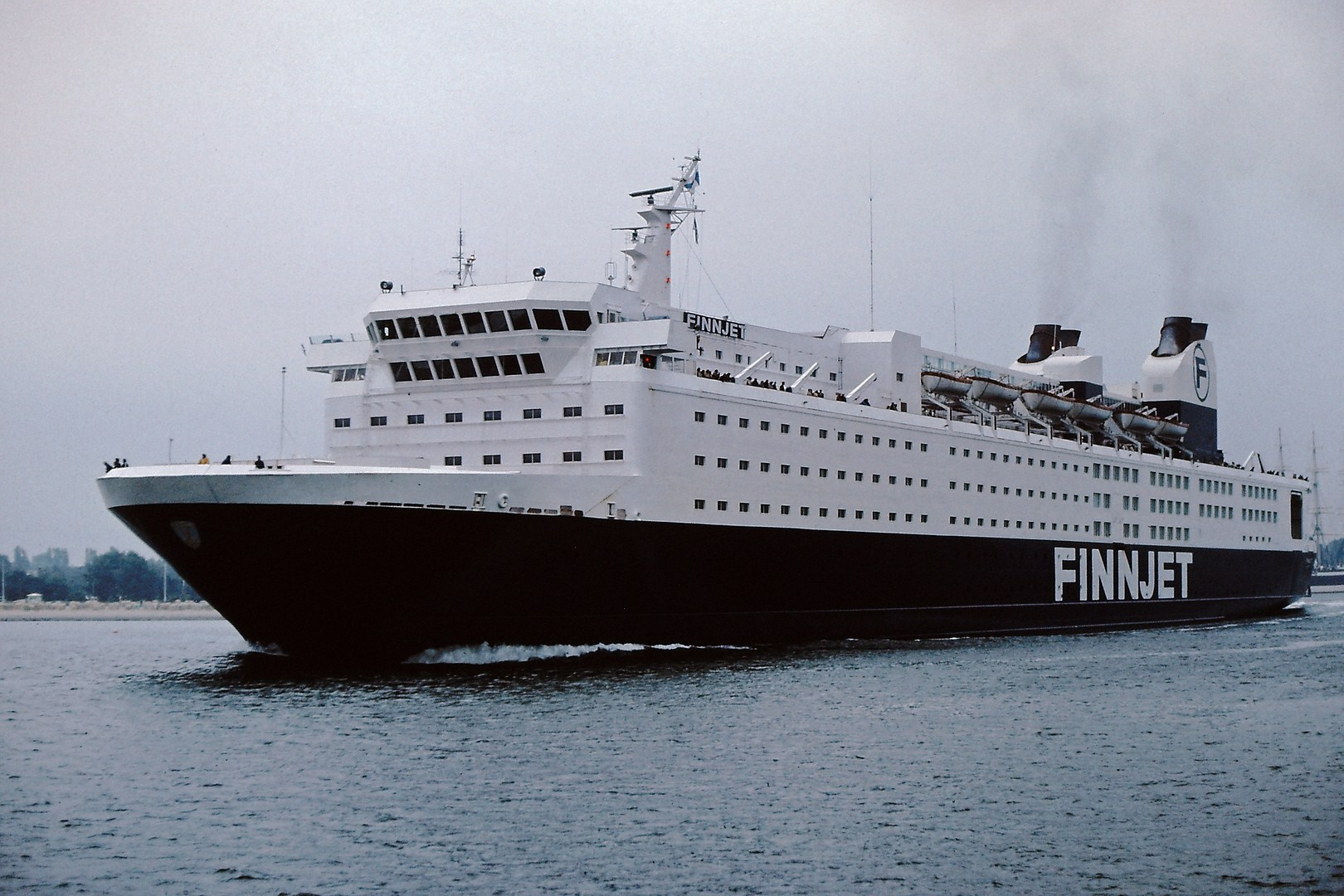
Gasturbinenschiff Finnjet

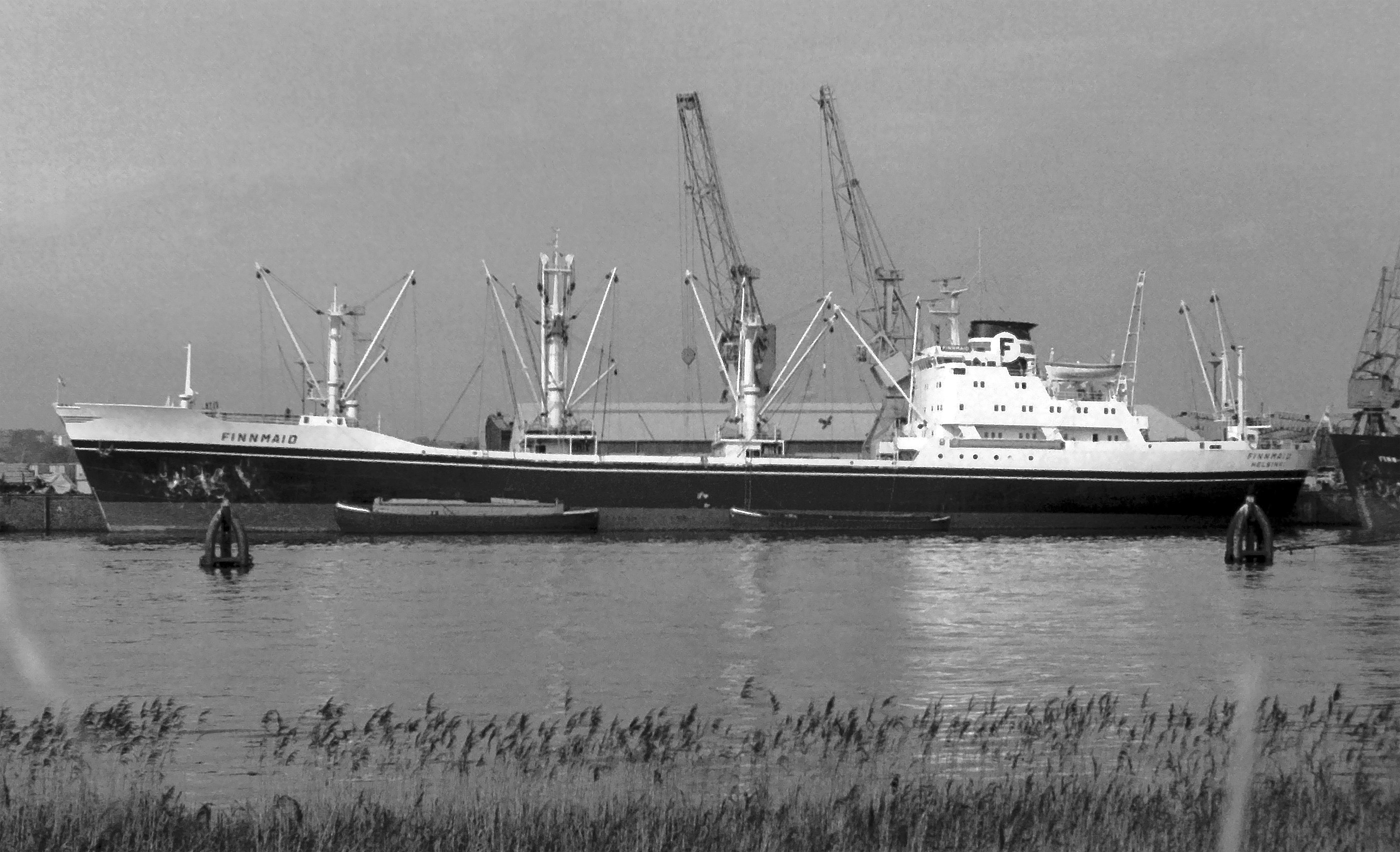
Frachtschiff Finnmaid

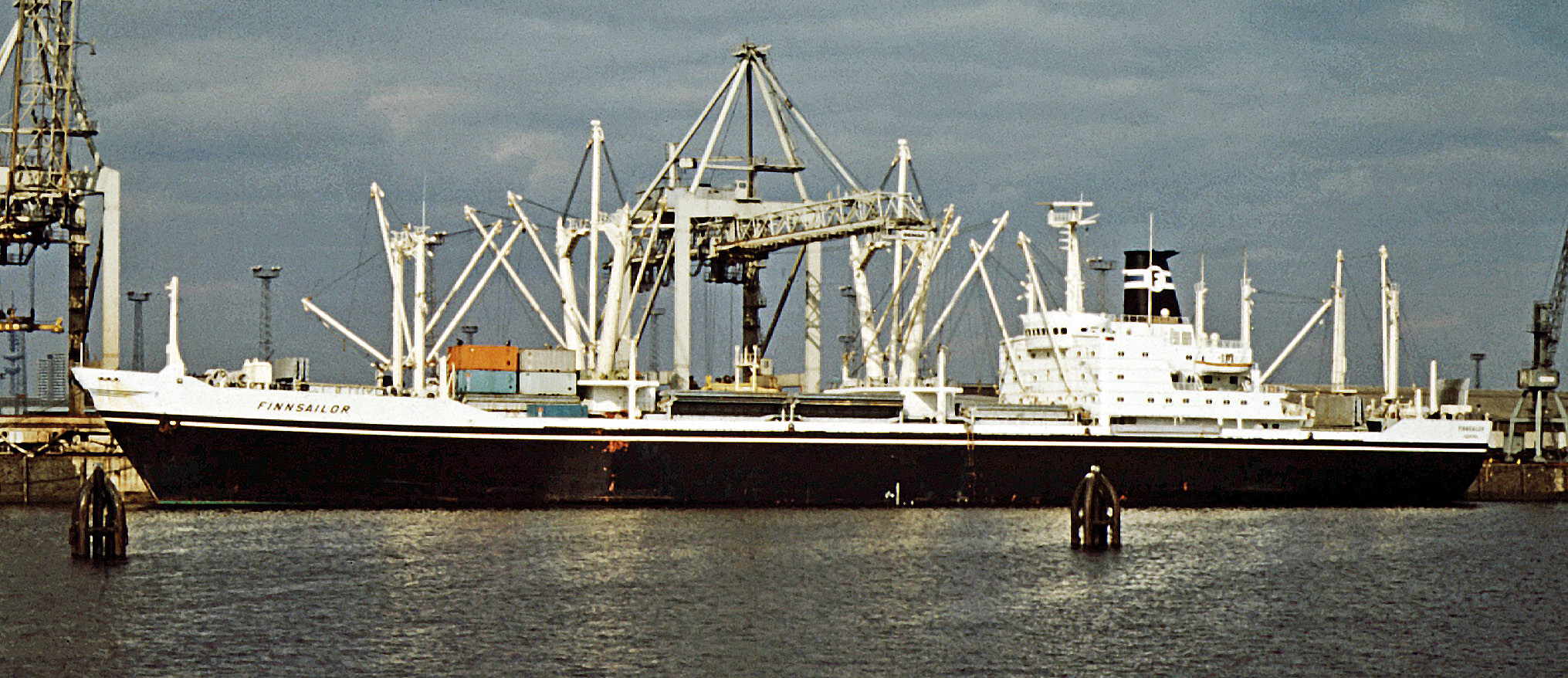
Universal Superliner Finnsailor 1973 in Hamburg

- Finnarrow (1996 gebaut), fuhr von Juli 2013 bis Herbst 2014 als Euroferry Brindisi für Grimaldi Lines im Mittelmeer, danach verkauft[5]
- Finnjet, 1987 an Silja Line, 2008 in Alang abgebrochen
- Finnlandia[6]
- Finntrader (gebaut 1951)
- Bore Star, Wintercharter 1975/1976, 1976/1977, unter dem Namen Finnpartner für Kreuzfahrten um die Kanarischen Inseln vermarktet[7]
- Finnpulp (gebaut 1953)
- Finnsailor (gebaut 1953)
- Hansa Express (gebaut 1963)
- Finnhawk (gebaut 1965)
- Finnmaid (gebaut 1965)
- Finn-Amer (gebaut 1970 von den Nordseewerken Emden)
- Finnbuilder (gebaut 1971 von den Nordseewerken Emden)
- Finnsailor (gebaut 1972 von den Nordseewerken Emden)
- Lübeck Link: 1990–2007, 2007 an Channel Ferries, 2017 in Alang abgebrochen
- Malmö Link: 1990–2007, 2007 an Channel Ferries
- Transeuropa, im November 2013 ins Mittelmeer verkauft; neuer Name: Euroferry Olympia
- Translubeca, im November 2013 ins Schwarze Meer verkauft; neuer Name: Poseidon Express
- Finnhansa (gebaut 1994), im Herbst 2014 verkauft
- Finneagle
- Finncarrier
- Finnmaster
- Finnrunner
- Finnclipper (gebaut 1998), im Frühjahr 2022 verkauft